# Noćni kaktus
Noćni kaktus (mjesečev kaktus; lat. Selenicereus, poznat i kao Kraljica noći) rod je epifitnih biljaka iz porodice kaktusa koje rastu u Srednjoj Americi, na sjeveru Južne Amerike i na Karibima. Dobio je ime prema grčkoj božici Mjeseca Seleni, zbog toga što cvjeta noću. Najčešća i najpoznatija vrsta je Selenicereus grandiflorus.
Selenicereus je penjačica čije se četverobridne grane krcate bodljikama penju visoko u krošnje drveća. Cvjetovi traju samo nekoliko sati, veliki su i raskošni, a svoj miris šire šumon privlačeći ljiljke koji vrše oprašivanja. 

## Vrste
1. Selenicereus anthonyanus (Alexander) D.R.Hunt
2. Selenicereus atropilosus Kimnach
3. Selenicereus calcaratus (F.A.C.Weber) D.R.Hunt
4. Selenicereus chontalensis (Alexander) Kimnach
5. Selenicereus costaricensis (F.A.C.Weber) S.Arias & N.Korotkova ex Hammel
6. Selenicereus dorschianus Ralf Bauer
7. Selenicereus escuintlensis (Kimnach) D.R.Hunt
8. Selenicereus extensus (Salm-Dyck ex DC.) Leuenb.
9. Selenicereus grandiflorus (L.) Britton & Rose
10. Selenicereus guatemalensis (Eichlam ex Weing.) D.R.Hunt
11. Selenicereus hamatus (Scheidw.) Britton & Rose
12. Selenicereus inermis (Otto) Britton & Rose
13. Selenicereus megalanthus (K.Schum. ex Vaupel) Moran
14. Selenicereus minutiflorus (Britton & Rose) D.R.Hunt
15. Selenicereus monacanthus (Lem.) D.R.Hunt
16. Selenicereus murrillii Britton & Rose
17. Selenicereus nelsonii (Weing.) Britton & Rose
18. Selenicereus ocamponis (Salm-Dyck) D.R.Hunt
19. Selenicereus pteranthus (Link ex A.Dietr.) Britton & Rose
20. Selenicereus purpusii (Weing.) S.Arias & N.Korotkova
21. Selenicereus setaceus (Salm-Dyck ex DC.) A.Berger ex Werderm.
22. Selenicereus spinulosus (DC.) Britton & Rose
23. Selenicereus stenopterus (F.A.C.Weber) D.R.Hunt
24. Selenicereus tonduzii (F.A.C.Weber) S.Arias & N.Korotkova
25. Selenicereus triangularis (L.) D.R.Hunt
26. Selenicereus tricae D.R.Hunt
27. Selenicereus undatus (Haw.) D.R.Hunt
28. Selenicereus vagans (K.Brandegee) Britton & Rose
29. Selenicereus validus S.Arias & U.Guzmán
30. Selenicereus wercklei (F.A.C.Weber) Britton & Rose

## Uzgoj
Traži običnu mješavinu zemlje, dosta vode i toplo podneblje. Raste penjući se uz drveće ili zidove i tako štiti svoje duge grane od loma. Zimi Selenicerus ne treba previše zalijevati.
- Selenicereus anthonyanus
- Selenicereus megalanthus, plod

## Vanjske poveznice

### Ostali projekti
|  | Zajednički poslužitelj ima još gradiva o temi Selenicereus |